# Rolex Series
Les Rolex Series sont une série de tournois de golf faisant partie du tour européen PGA qui offrent un minimum de sept millions de dollars de dotation.

## Histoire et objectifs
L’idée de lancer les Rolex Series est due à Keith Pelley (en), qui est depuis le 7 avril 2017 directeur général du tour européen. En créant cette série de tournois dotés d’un minimum de sept millions de dollars de prix, le but clairement affiché est d’attirer l’élite mondiale du golf et d’inciter les meilleurs golfeurs européens à jouer plus souvent des tournois du tour européen. En effet les prix distribués lors des tournois du PGA Tour sont généralement beaucoup plus attractifs que ceux distribués sur le tour européen, ce qui a pour effet que bon nombre des meilleurs joueurs européens préfèrent jouer aux Etats-Unis.
La première édition des Rolex Series a lieu en 2017 et comprenait huit tournois, à savoir le BMW PGA Championship, l’Open de France , l’Irish Open, le Scottish Open, l’Italian Open ainsi que les trois tournois qui clôturaient traditionnellement la Race to Dubai, le Turkish Airlines Open, le Nedbank Golf Challenge et le Dubai World Championship.
En 2022, les Rolex Series comportent cinq tournois. L'Abu Dhabi HSBC Championship (20-23 janvier), le Dubai Desert Classic (27-30 janvier), le Genesis Scottish Open (7-10 juillet), le BMW PGA Championship (8-11 septembre) et le DP World Tour Championship (17-20 novembre). Ces tournois sont dotés en 2022 de 8 millions de dollars chacun, à l'exception du dernier, le DP World Tour Championship qui aura lieu à Dubai qui est doté de 10 millions de dollars.